# Schlins
Schlins est une commune autrichienne, située dans le Vorarlberg, dans le district de Feldkirch.